# Румыния на зимних Олимпийских играх 2010
Румыния на зимних Олимпийских играх 2010 была представлена 29 спортсменами в девяти видах спорта. Честь нести румынский флаг на церемонии открытия Игр была предоставлена биатлонистке Еве Тофалви. Её же 10-е место в составе эстафетной гонки стало лучшим результатом Румынии в Ванкувере.

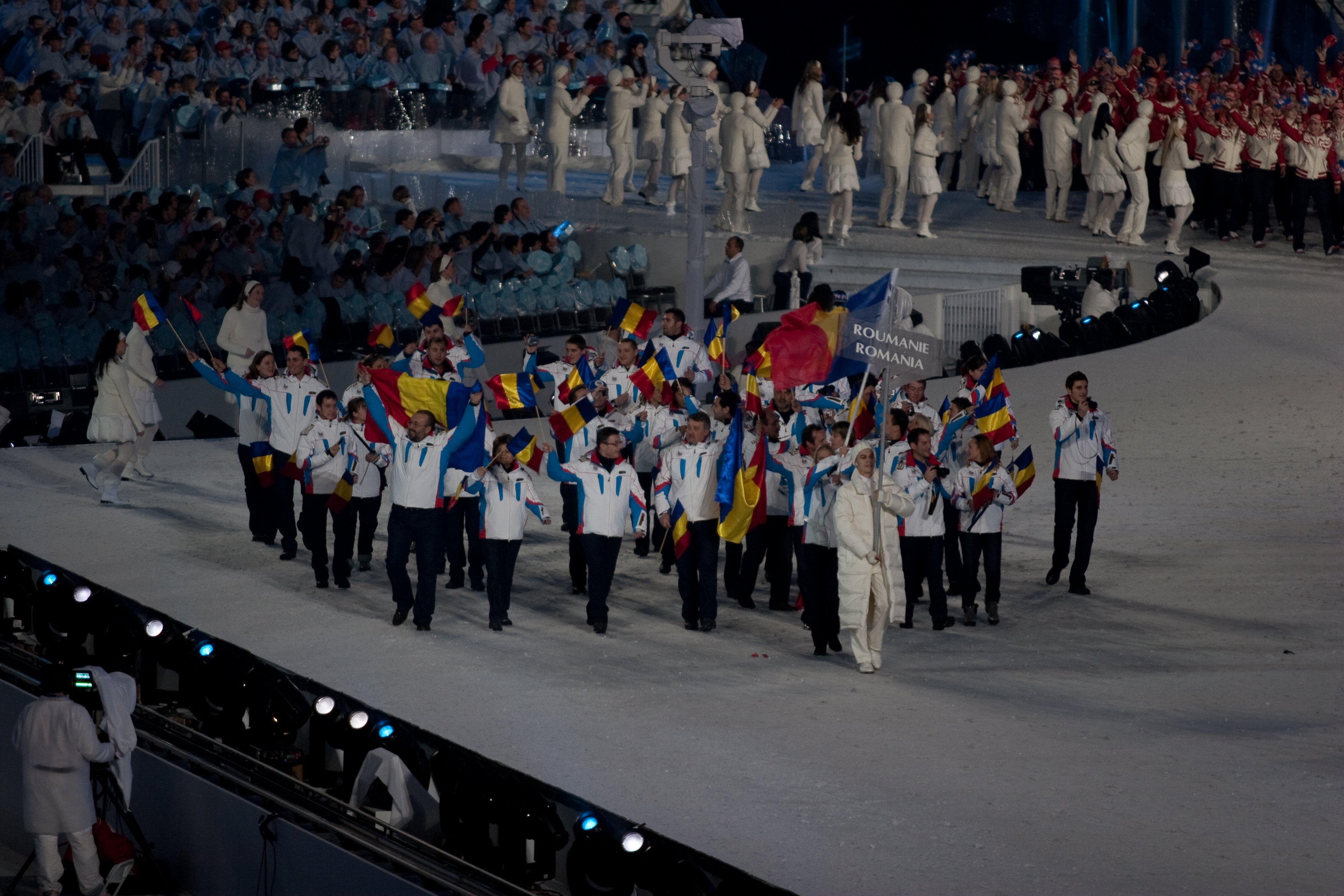
Румынская делегация на церемонии открытия игр

## Результаты соревнований

### Биатлон
Женщины
| Соревнование         | Спортсмены                                             | Стрельба    | Результат | Место |
| -------------------- | ------------------------------------------------------ | ----------- | --------- | ----- |
| Спринт               | Ева Тофалви                                            | 0+0         | 20:45,1   | 14    |
| Спринт               | Михаэла Пурдя                                          | 0+1         | 21:52,2   | 39    |
| Спринт               | Дана Плотоджа                                          | 0+2         | 22:12,3   | 49    |
| Спринт               | Александра Стоян                                       | 3+1         | 24:04,6   | 85    |
| Гонка преследования  | Ева Тофалви                                            | 0+1+0+1     | 32:26,3   | 19    |
| Гонка преследования  | Михаэла Пурдя                                          | 1+0+0+3     | 36:08,5   | 49    |
| Гонка преследования  | Дана Плотоджа                                          | 0+0+2+1     | 36:38,8   | 52    |
| Индивидуальная гонка | Ева Тофалви                                            | 0+0+0+1     | 42:43,4   | 11    |
| Индивидуальная гонка | Михаэла Пурдя                                          | 0+2+0+1     | 45:27,7   | 41    |
| Индивидуальная гонка | Река Ференц                                            | 2+0+1+1     | 48:54,9   | 74    |
| Индивидуальная гонка | Дана Плотоджа                                          | 1+3+1+2     | 51:01,1   | 81    |
| Масс-старт           | Ева Тофалви                                            | 0+1+2+2     | 38:00,7   | 24    |
| Эстафета             | Дана Плотоджа, Ева Тофалви, Михаэла Пурдя, Река Ференц | 01+02+04+00 | 1:12:32,9 | 10    |

### Бобслей

#### Бобслей
Мужчины
| Соревнование | Спортсмены                                                        | 1 заезд   | 1 заезд | 2 заезд   | 2 заезд | 3 заезд   | 3 заезд | 4 заезд   | 4 заезд | Итоговый результат | Итоговое место |
| Соревнование | Спортсмены                                                        | Результат | Место   | Результат | Место   | Результат | Место   | Результат | Место   | Итоговый результат | Итоговое место |
| ------------ | ----------------------------------------------------------------- | --------- | ------- | --------- | ------- | --------- | ------- | --------- | ------- | ------------------ | -------------- |
| Двойки       | Николае Истрате, Флорин Крэчун                                    | 52,19     | 10      | 52,41     | 9       | 52,40     | 14      | 52,43     | 12      | 3:29,43            | 11             |
| Четвёрки     | Николае Истрате, Йоан Данут Довалчук, Флорин Крэчун, Йонуц Андрей | 52,05     | 18      | 52,00     | 15      | 52,34     | 15      | 52,50     | 16      | 3:28,89            | 15             |

Женщины
| Соревнование | Спортсмены                    | 1 заезд   | 1 заезд | 2 заезд   | 2 заезд | 3 заезд   | 3 заезд | 4 заезд   | 4 заезд | Итоговый результат | Итоговое место |
| Соревнование | Спортсмены                    | Результат | Место   | Результат | Место   | Результат | Место   | Результат | Место   | Итоговый результат | Итоговое место |
| ------------ | ----------------------------- | --------- | ------- | --------- | ------- | --------- | ------- | --------- | ------- | ------------------ | -------------- |
| Двойки       | Кармен Раденович, Алина Савин | 54,41     | 18      | 54,46     | 16      | 54,82     | 19      | 54,58     | 16      | 3:38,27            | 15             |

#### Скелетон
| Соревнование | Спортсмены   | 1 заезд   | 1 заезд | 2 заезд   | 2 заезд | 3 заезд   | 3 заезд | 4 заезд   | 4 заезд | Итоговый результат | Итоговое место |
| Соревнование | Спортсмены   | Результат | Место   | Результат | Место   | Результат | Место   | Результат | Место   | Итоговый результат | Итоговое место |
| ------------ | ------------ | --------- | ------- | --------- | ------- | --------- | ------- | --------- | ------- | ------------------ | -------------- |
| Женщины      | Мария Мазилу | 57,10     | 19      | 57,03     | 19      | 58,14     | 19      | 57,65     | 19      | 3:49,92            | 19             |

### Коньковые виды спорта

#### Фигурное катание
| Соревнование              | Спортсмены     | Короткая программа | Короткая программа | Произвольная программа | Произвольная программа | Всего     | Всего |
| Соревнование              | Спортсмены     | Результат          | Место              | Результат              | Место                  | Результат | Место |
| ------------------------- | -------------- | ------------------ | ------------------ | ---------------------- | ---------------------- | --------- | ----- |
| Мужское одиночное катание | Золтан Келемен | 51,95              | 29                 | не прошёл              | не прошёл              | 51,95     | 29    |

#### Шорт-трек
Женщины
| Соревнование | Спортсмены     | Четвертьфинал | Четвертьфинал | Полуфинал | Полуфинал | Финал     | Финал     | Финал     | Итоговое место |
| Соревнование | Спортсмены     | Результат     | Место         | Результат | Место     | Название  | Результат | Место     | Итоговое место |
| ------------ | -------------- | ------------- | ------------- | --------- | --------- | --------- | --------- | --------- | -------------- |
| 1500 метров  | Каталин Кристо | 2:36,022      | 4             | не прошла | не прошла | не прошла | не прошла | не прошла | 24             |

### Лыжные виды спорта

#### Горнолыжный спорт
Мужчины
| Соревнование      | Спортсмены        | 1 спуск | 2 спуск | Всего   | Место |
| ----------------- | ----------------- | ------- | ------- | ------- | ----- |
| Скоростной спуск  | Драгос Стайку     |         |         | DNF     | —     |
| Гигантский слалом | Йоан-Габрьель Нан | 1:23,86 | 1:26,15 | 2:50,01 | 49    |
| Слалом            | Йоан-Габрьель Нан | DNF     | —       | —       | —     |

Женщины
| Соревнование     | Спортсмены  | Результат | Место |
| ---------------- | ----------- | --------- | ----- |
| Скоростной спуск | Эдит Миклос | DNF       | —     |

#### Лыжные гонки
Мужчины
Дистанция
| Соревнование           | Спортсмен              | Результат | Место |
| ---------------------- | ---------------------- | --------- | ----- |
| 15 км свободным стилем | Паул Константин Пепене | 35:33,7   | 37    |
| 15 км свободным стилем | Петрика Ходжу          | 36:39,5   | 57    |
| Гонка преследования    | Паул Константин Пепене | 1:19:34,1 | 29    |
| Гонка преследования    | Петрика Ходжу          | DNF       | —     |
| Масс-старт             | Паул Константин Пепене | DNF       | —     |

Спринт
| Соревнование     | Спортсмены                            | Полуфинал | Полуфинал | Финал     | Финал     |
| Соревнование     | Спортсмены                            | Результат | Место     | Результат | Место     |
| ---------------- | ------------------------------------- | --------- | --------- | --------- | --------- |
| Командный спринт | Паул Константин Пепене, Петрика Ходжу | 19:09,2   | 9         | не прошли | не прошли |

Женщины
Дистанция
| Соревнование           | Спортсмены    | Результат | Место |
| ---------------------- | ------------- | --------- | ----- |
| 10 км свободным стилем | Моника Дьёрдь | 27:19,5   | 42    |
| Гонка преследования    | Моника Дьёрдь | 45:37,5   | 54    |
| Масс-старт             | Моника Дьёрдь | 1:44:03,5 | 46    |

Спринт
| Соревнование | Спортсмены    | Квалификация | Квалификация | Четвертьфинал | Четвертьфинал | Полуфинал | Полуфинал | Финал     | Финал     |
| Соревнование | Спортсмены    | Результат    | Место        | Результат     | Место         | Результат | Место     | Результат | Место     |
| ------------ | ------------- | ------------ | ------------ | ------------- | ------------- | --------- | --------- | --------- | --------- |
| Спринт       | Моника Дьёрдь | 3:58,32      | 44           | не прошла     | не прошла     | не прошла | не прошла | не прошла | не прошла |

#### Фристайл
Ски-кросс
| Соревнование | Спортсмены        | Квалификация | Квалификация | 1/8 финала | Четвертьфинал | Полуфинал | Финал     |
| Соревнование | Спортсмены        | Результат    | Место        | 1/8 финала | Четвертьфинал | Полуфинал | Финал     |
| ------------ | ----------------- | ------------ | ------------ | ---------- | ------------- | --------- | --------- |
| Женщины      | Руксанда Недельку | 1:23,04      | 33           | не прошла  | не прошла     | не прошла | не прошла |

### Санный спорт
Мужчины
| Соревнование | Спортсмены                 | 1 заезд   | 1 заезд | 2 заезд   | 2 заезд | 3 заезд   | 3 заезд | 4 заезд   | 4 заезд | Итоговый результат | Итоговое место |
| Соревнование | Спортсмены                 | Результат | Место   | Результат | Место   | Результат | Место   | Результат | Место   | Итоговый результат | Итоговое место |
| ------------ | -------------------------- | --------- | ------- | --------- | ------- | --------- | ------- | --------- | ------- | ------------------ | -------------- |
| Одиночки     | Валентин Крецу             | 49,726    | 32      | 50,224    | 32      | 49,931    | 32      | 49,594    | 30      | 3:19,475           | 31             |
| Двойки       | Космин Кетрою, Йонуц Цэран | 42,360    | 18      | 42,271    | 17      |           |         |           |         | 1:24,631           | 17             |
| Двойки       | Паул Ифрим, Андрей Ангел   | 43,007    | 20      | 42,466    | 19      |           |         |           |         | 1:25,473           | 20             |

Женщины
| Соревнование | Спортсмены           | 1 заезд   | 1 заезд | 2 заезд   | 2 заезд | 3 заезд   | 3 заезд | 4 заезд   | 4 заезд | Итоговый результат | Итоговое место |
| Соревнование | Спортсмены           | Результат | Место   | Результат | Место   | Результат | Место   | Результат | Место   | Итоговый результат | Итоговое место |
| ------------ | -------------------- | --------- | ------- | --------- | ------- | --------- | ------- | --------- | ------- | ------------------ | -------------- |
| Одиночки     | Ралука Стрэмэтурару  | 42,475    | 23      | 42,198    | 19      | 42,815    | 25      | 42,584    | 22      | 2:50,072           | 21             |
| Одиночки     | Михаэла Кираш        | 43,494    | 28      | DNF       | —       | —         | —       | —         | —       | —                  | —              |
| Одиночки     | Виолета Стрэмэтурару | DNS       | —       | —         | —       | —         | —       | —         | —       | —                  | —              |